# Congo nos Jogos Olímpicos de Verão de 2008
O Congo competiu nos Jogos Olímpicos de Verão de 2008, em Pequim, na China. O país estreou nos jogos em 1964 e foi a sua 10ª participação.

## Desempenho

### Atletismo
Masculino
| Ghyd-Kermeliss-Holly Olonghot | 100 metros | 11s01 | 65º | Não avançou | Não avançou | Não avançou | Não avançou | Não avançou | Não avançou | Não avançou | Não avançou |

Feminino
| Atleta                         | Prova              | Qualificação | Qualificação | Final       | Final       |
| Atleta                         | Prova              | Resultado    | Pos.         | Resultado   | Pos.        |
| ------------------------------ | ------------------ | ------------ | ------------ | ----------- | ----------- |
| Pamela Chardene Mouele-Mboussi | Salto em distância | 6,06 m (NR)  | 35º          | Não avançou | Não avançou |

### Natação
Masculino
| Atleta            | Prova       | Eliminatórias | Eliminatórias | Semifinal   | Semifinal   | Final       | Final       |
| Atleta            | Prova       | Tempo         | Pos.          | Tempo       | Pos.        | Tempo       | Pos.        |
| ----------------- | ----------- | ------------- | ------------- | ----------- | ----------- | ----------- | ----------- |
| Emile Rony Bakale | 100 m livre | 55s08         | 62º           | Não avançou | Não avançou | Não avançou | Não avançou |

### Tênis de mesa
| Atleta      | Prova                | Ronda Preliminar       | Ronda 1                | Ronda 2                | Ronda 3                | Ronda 4                | Quartos-finais         | Semifinais             | Final                  |
| Atleta      | Prova                | Adversário e resultado | Adversário e resultado | Adversário e resultado | Adversário e resultado | Adversário e resultado | Adversário e resultado | Adversário e resultado | Adversário e resultado |
| ----------- | -------------------- | ---------------------- | ---------------------- | ---------------------- | ---------------------- | ---------------------- | ---------------------- | ---------------------- | ---------------------- |
| Suraju Saka | Individual masculino | UKR Kou L. V 4-1       | POL L. Blaszczyk D 0-4 | Não avançou            | Não avançou            | Não avançou            | Não avançou            | Não avançou            | Não avançou            |
| Yang Fen    | Individual feminino  | USA C. Huang V 4-2     | ROU E. Samara D 1-4    | Não avançou            | Não avançou            | Não avançou            | Não avançou            | Não avançou            | Não avançou            |